# Ermida de São Vicente (Ferreira do Alentejo)
A Ermida de São Vicente é um edifício religioso no concelho de Ferreira do Alentejo, em Portugal.

## Descrição
A ermida está situada junto à Estrada Nacional 121, distando cerca de 2,5 Km da vila de Ferreira do Alentejo. Insere-se nos terrenos da antiga Herdade de São Vicente, tendo nas proximidades a quinta com o mesmo nome.
O edifício é composto por uma nave longitudinal com uma capela-mor adossada, de forma quadrangular, cuja entrada se faz por um arco redondo. A fachada principal tem um portal simples de verga recta, encimado por uma cruz relevada, e termina numa empena triangular, onde foi colocada a data de 1959. As fachadas laterais da nave possuem contrafortes grossos, de forma atarracada, enquanto que a capela-mor tem uma estrutura mais elevada, terminando numa cúpula de forma semi-circular, com trompas para ajustar a sua forma ao vão quadrado. As paredes da cúpula foram decoradas com pinturas murais no estilo oitocentista. O estilo da capela-mor, de forma quadrada e encimada por uma cúpula semi-circular, é normalmente conhecido como kubba, sendo considerado um legado da presença muçulmana em Portugal.
No interior existe apenas uma pia baptismal do período seiscentista. O altar, em estilo rococó tardio, com um nicho para colocar um imagem do padroeiro, que foi removida.

## História
A referência mais antiga à Ermida de São Vicente é no foral manuelino de 1516, embora o edifício tenha provavelmente sido construído um pouco mais tarde, em cerca de meados do século XVI. Apresenta uma traça típica do período pós-tridentino, algo de muito comum na região em redor da cidade de Évora, pelo que foi construído em substituição do edifício anterior, que tinha sido indicado no foral. (ESPANCA, 1992)
Em 1959, foram feitas obras para reforço do telhado, conforme indica a data na fachada principal. A ermida deixou de ter serviços religiosos na segunda metade do século XX, tendo depois entrado num processo de degradação.
A ermida foi classificada como Imóvel de Interesse Municipal por deliberação camarária de 11 de Dezembro de 2002, decisão que foi publicada no Aviso n.º 7515/2003, de 1 de Setembro. Porém, o Instituto Português do Património Arquitectónico anulou esta classificação, uma vez que considerou que a autarquia não possuía as competências necessárias.

## Leitura recomendada
- ESPANCA, Túlio (1992). Inventário artístico de Portugal: Concelhos de Alvito, Beja, Cuba, Ferreira do Alentejo e Vidigueira. XII. Lisboa: Academia Nacional de Belas-Artes